# Коршикское сельское поселение
Коршикское сельское поселение — муниципальное образование в составе Оричевского района Кировской области России.
Административный центр — село Коршик.

## История
Коршикское сельское поселение образовано 1 января 2006 года согласно Закону Кировской области от 07.12.2004 № 284-ЗО.

## Население
| 2010  | 2012  | 2013  | 2014  | 2015  | 2016  | 2017  |
| ----- | ----- | ----- | ----- | ----- | ----- | ----- |
| 1415  | ↗1470 | ↘1420 | ↗1439 | ↘1394 | ↘1350 | ↘1312 |
| 2018  | 2019  | 2020  | 2021  |       |       |       |
| ↘1263 | ↘1250 | ↘1213 | ↘1210 |       |       |       |

## Состав сельского поселения
В состав сельского поселения входят 11 населённых пунктов:
| №  | Населённый пункт | Тип населённого пункта       | Население |
| -- | ---------------- | ---------------------------- | --------- |
| 1  | Астраповцы       | деревня                      | 5         |
| 2  | Большое Рогово   | деревня                      | 3         |
| 3  | Большой Коршик   | деревня                      | 50        |
| 4  | Бонево           | деревня                      | 42        |
| 5  | Елизаровцы       | деревня                      | 1         |
| 6  | Кадесниково      | деревня                      | 0         |
| 7  | Коршик           | село, административный центр | 1273      |
| 8  | Липатенки        | деревня                      | 0         |
| 9  | Малая Грызиха    | деревня                      | 6         |
| 10 | Мудрень          | деревня                      | 35        |
| 11 | Филимоновщина    | деревня                      | 0         |